# CAF Bitrac
CAF Bitrac es la denominación que recibe una clase de locomotoras modulares de CAF eléctricas, diésel-eléctricas o duales. Pueden disponer, dependiendo de su configuración, de un motor diésel, de un pantógrafo o de ambos para alimentar el motor eléctrico de tracción. 

## Características
La serie es modular, y permite la adaptación a las necesidades del cliente. Puede ser configurada para 4 diferentes tensiones de catenaria (1500 V CC, 3000 V CC, 15 kV CA o 25 kV CA) y para 5 anchos de vía (1435 mm, 1520 mm, 1524 mm, 1600 mm y 1.668 mm).
La configuración dual, que combina tracción eléctrica y diésel-eléctrica, permite circular por tramos electrificados alimentándose de la catenaria y por tramos no electrificados generar electricidad con el motor diésel, sin necesidad de cambiar de locomotora.

## Bitrac CC3600

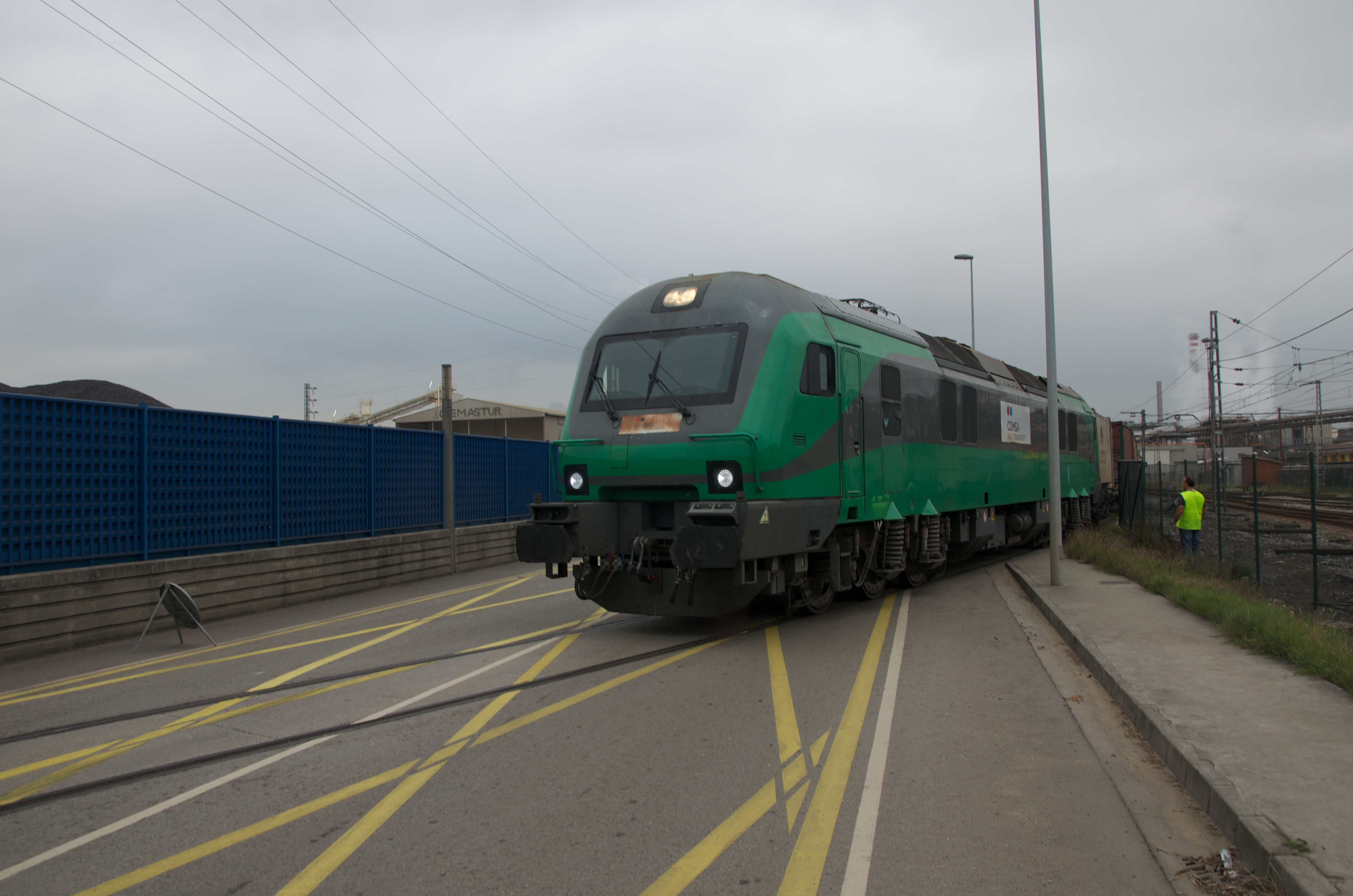
Unidad maniobrando en la estación de San Juan de Nieva

La serie Bitrac CC3600 constituye la primera y única serie producida. Esta serie, numerada como la serie 601, es una serie de ancho ibérico dual eléctrica y diésel-eléctrica.
La empresa Ferrocarriles del Suroeste, S.A. (FESUR) firmó el 4 de septiembre de 2007 un contrato de compraventa de 9 locomotoras Bitrac CC3600 por 3.220.000 € cada una. Tras incumplir CAF los plazos de entrega acordados, FESUR renuncia a la compra: se había acordado entregar las nueve locomotoras entre noviembre de 2009 y diciembre de 2010, pero el 30 de diciembre de 2010 aún no había sido autorizada la puesta en servicio de ninguna de ellas. El Tribunal Supremo dicta finalmente sentencia en mayo de 2016, obligando a CAF a indemnizar a FESUR.
CAF, al mantener la propiedad de las locomotoras, las alquiló a COMSA Rail Transport (CAPTRAIN España). La serie se estrenó en servicio comercial el 5 de marzo de 2012, transportando carbón entre el puerto de Avilés y la central térmica de Compostilla II. En enero de 2019, Beacon Rail Leasing adquirió las 9 locomotoras Bitrac de CAF, anunciando la intención de seguir colaborando con CAPTRAIN España.